# Trappes (tổng)
Tổng Trappes là một tổng của Pháp, tọa lạc tại tỉnh Yvelines trong vùng Île-de-France của Pháp.

## Phân chia hành chính
Tổng Trappes có xã:
- Trappes: 28 812 dân (thủ phủ của tổng),

## Bầu cử tháng 3 năm 2008
Mme Jeanine Mary (PS) đã được bầu vào ngày 16 tháng 3 năm 2008 với 68,89% phiếu bầu.
Pierre Bédier (UMP) đã được bầu làm chủ tịch hội đồng vào ngày 20 tháng 3 năm 2008 với 29/39 số ủy viên tỉnh ủng hộ.